# Ci Bay 72
Ci Bay 72 ist die von der Deutschen Reichsbahn (DR) eingeführte Bezeichnung zweiachsiger Durchgangswagen mit Übergangsbühnen für den Einsatz in Personenzügen nach dem Blatt 154 aus dem Wagenstandsverzeichnis (WV) für die Königlich Bayerischen Staatseisenbahnen (K.B.Sts.B) vom 31. März 1913 (weitere Angaben siehe untenstehende Liste), die ursprünglich von den Königlich privilegierten Bayerischen Ostbahnen (B.O.B.) beschafft wurden.

## Geschichte
Für die Personenbeförderung auf den von ihr betriebenen Linien beschaffte die B.O.B. von 1856 (erstes Geschäftsjahr) bis 1875 (letztes Geschäftsjahr und Übernahme durch die K.B.E.) ca. 220 Wagen der Gattung C. Von diesen wurde 1876 noch insgesamt 74 Stück von der K.B.Sts.B übernommen und in ihren Wagenpark ebenfalls als Gattung Ci eingereiht.

## Beschaffung
Als dritte Serie von Personenwagen der Gattung C wurden zwischen 1872 und 1874 insgesamt 57 ungebremste und 18 gebremste Wagen beschafft. Der Stückpreis der ungebremsten Wagen lag bei 3.857 Mark, der der gebremsten bei 4.405 Mark.

## Verbleib
Da im amtlichen Bestandsverzeichnis der Deutschen Reichsbahn von 1932 keine Wagen dieses Typs mehr vorhanden sind, ist davon auszugehen, dass sie bis zu diesem Termin schon alle ausgemustert waren. Ein Wagen wurde für die Elektrifizierungsarbeiten an den bayerischen Strecken zum Behelfs-Turmwagen umgebaut (Nr. Mü 700 190) und war in dieser Funktion auch noch in den späten 1930er im Einsatz.

## Konstruktive Merkmale

### Untergestell
Der Rahmen der Wagen war komplett aus Profileisen aufgebaut. Als Zugeinrichtung hatten die Wagen Schraubenkupplungen nach VDEV. Die Zugstange war durchgehend und mittig gefedert. Als Stoßeinrichtung besaßen die Wagen in der Lieferversion Stangenpuffer der B.O.B.-Bauart mit einer Einbaulänge von 555 mm und 360 mm für die Pufferteller. Diese wurden später durch solche mit einer Einbaulänge von 620 mm ersetzt, wodurch sich auch die LüP der Wagen entsprechend änderte.

### Laufwerk
Die Wagen hatten aus Blechen und Winkeln genietete Achshalter der kurzen, geraden Bauform. Gelagert waren die Achsen in Gleitachslagern. Die Räder hatten Speichenradkörper des bayerischen Typs 23 mit einem Durchmesser von 1.024 mm. Die jeweils 1.750 Millimeter langen Tragfedern hatten je sieben Blätter mit einem Querschnitt von 96 × 13 Millimeter.
In der Lieferversion waren 57 ungebremst und 18 Wagen gebremst, wobei damit das Vorhandensein einer Handbremse auf einer der Endplattformen gemeint ist. Für diese Wagen gab es die für Bayern typischen Umlenkhebel in der Wagenmitte. Im Verzeichnis von 1897 wird dann für alle Wagen der Einbau einer Druckluftbremse Typ Westinghouse ausgewiesen.

### Wagenkasten
Der Rahmen des Wagenkastens bestand aus einem hölzernen Ständerwerk. Die Wände waren außen mit Blechen und innen mit Holz verkleidet. Die Stirnwände waren gerade, die Seitenwände ab der Höhe der Griffstangen für die Laufbretter leicht nach unten eingezogen. Das flache Tonnendach ragte nur geringfügig über die Seitenwände hinaus.
An beiden Wagenenden befanden sich 750 mm breite Einstiegsplattformen, die von den Personalen auch zum Übergang auf den nächsten Wagen genutzt werden konnten (daher auch Gattungsnebenzeichen i).

### Ausstattung
Die Wagen hatten 4 bzw. 3 ½ Abteile der dritten Klasse. Diese waren mit einfachen Lattenbänken ausgestattet.
Beleuchtet wurden die Wagen in der Lieferversion mit Öl-Lampen. Erst ab dem Verzeichnis von 1913 ist für alle Wagen eine Ofenheizung ausgewiesen. Zur Belüftung gab es Lamellenlüfter über den Abteilfenstern.

## Skizzen, Musterblätter, Bilder

Blatt 25, B.O.B. WV, 1875
Blatt 45, Bayer. WV, 1879
Blatt 72, Bayer. WV, 1891
Blatt 101, Bayer. WV, 1897
Blatt 154, Bayer. WV, 1913
Blatt 458 (Turmwagen), Bayer. WV, 1913
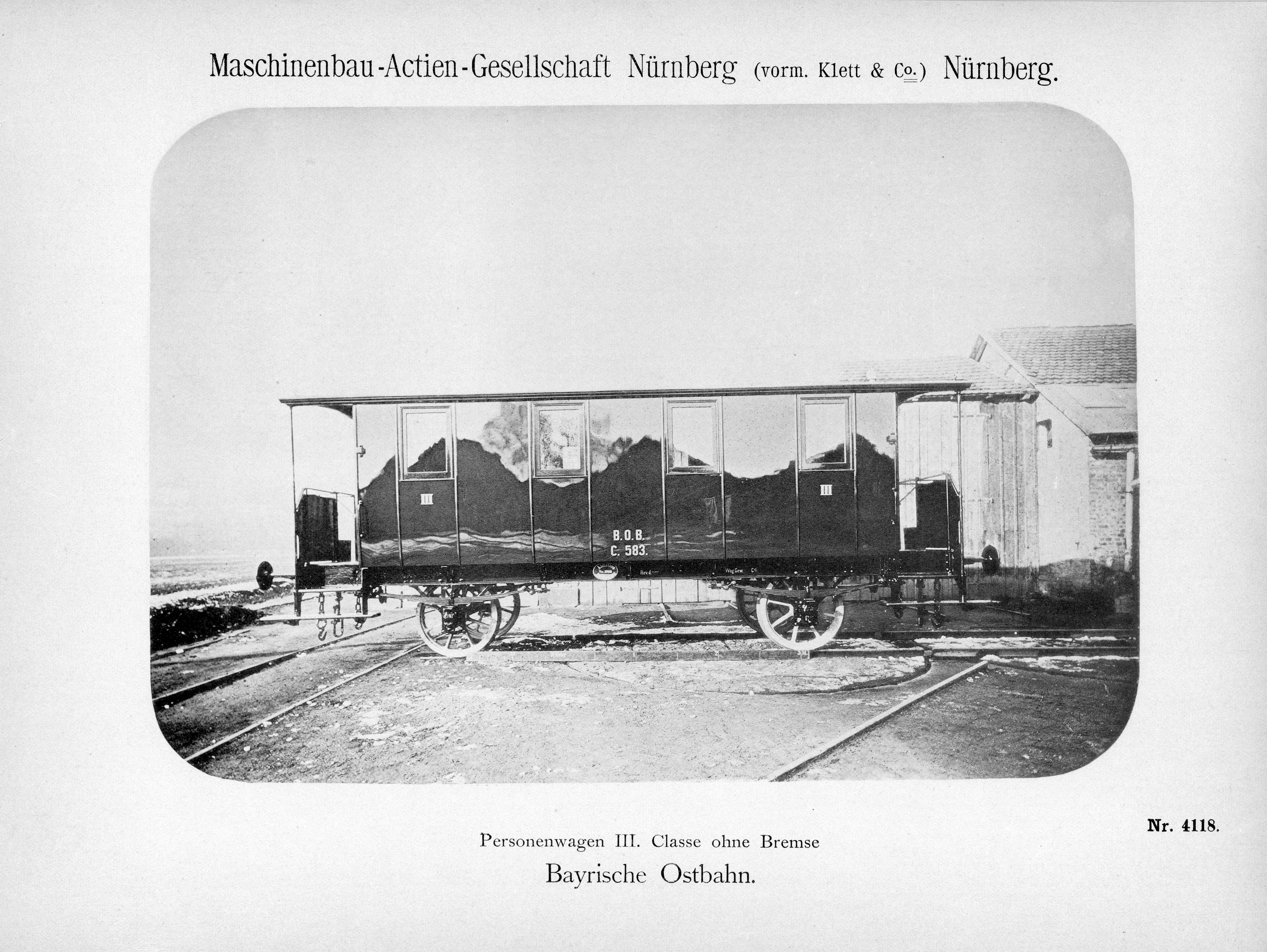
B.O.B. Ci 72

## Wagennummern
| Blatt-Nr. Herstelld.         | Blatt-Nr. Herstelld.                  | Blatt-Nr. Herstelld.         | Gattungszeichen je Epoche Wagennummern je Epoche (mit Direktionsangaben) | Gattungszeichen je Epoche Wagennummern je Epoche (mit Direktionsangaben) | Gattungszeichen je Epoche Wagennummern je Epoche (mit Direktionsangaben) | Gattungszeichen je Epoche Wagennummern je Epoche (mit Direktionsangaben) | Gattungszeichen je Epoche Wagennummern je Epoche (mit Direktionsangaben) | Gattungszeichen je Epoche Wagennummern je Epoche (mit Direktionsangaben) | Gattungszeichen je Epoche Wagennummern je Epoche (mit Direktionsangaben) | Gattungszeichen je Epoche Wagennummern je Epoche (mit Direktionsangaben) | Gattungszeichen je Epoche Wagennummern je Epoche (mit Direktionsangaben) | Gattungszeichen je Epoche Wagennummern je Epoche (mit Direktionsangaben) | Fahrwerk / Ausstattung / Zusatzinfos (siehe jeweilige Legende) | Fahrwerk / Ausstattung / Zusatzinfos (siehe jeweilige Legende) | Fahrwerk / Ausstattung / Zusatzinfos (siehe jeweilige Legende) | Fahrwerk / Ausstattung / Zusatzinfos (siehe jeweilige Legende) | Fahrwerk / Ausstattung / Zusatzinfos (siehe jeweilige Legende) | Fahrwerk / Ausstattung / Zusatzinfos (siehe jeweilige Legende) | Fahrwerk / Ausstattung / Zusatzinfos (siehe jeweilige Legende) | Fahrwerk / Ausstattung / Zusatzinfos (siehe jeweilige Legende) | Fahrwerk / Ausstattung / Zusatzinfos (siehe jeweilige Legende) | Fahrwerk / Ausstattung / Zusatzinfos (siehe jeweilige Legende) | Fahrwerk / Ausstattung / Zusatzinfos (siehe jeweilige Legende)                       |
| Baujahr                      | Hersteller                            | Anz.                         | B.O.B. bis 1872                                                          | B.O.B. ab 1872                                                           | KBE ab 1876                                                              | KBE ab 1884                                                              | KBE ab 1893                                                              | KBE ab 1894                                                              | KBE ab 1907                                                              | DR (ab 1923)                                                             | DR (ab 1930)                                                             | Ausmusterung                                                             | Anz. Achsen                                                    | Bremsen                                                        | Bl.                                                            | Hz.                                                            | Art u. Anz. Abteile (Sitze)                                    | Art u. Anz. Abteile (Sitze)                                    | Art u. Anz. Abteile (Sitze)                                    | Art u. Anz. Abteile (Sitze)                                    | Mil.                                                           | Mil.                                                           | Bemerkung                                                                            |
| Blatt-Nr. aus WV von Gattung | Blatt-Nr. aus WV von Gattung          | Blatt-Nr. aus WV von Gattung |                                                                          | 25 1875 C.                                                               | 45 1876 P.III.                                                           | 72 1891 P.III.                                                           | Plan 1893 C.                                                             | 99 1897 C.                                                               | 154 1913 C                                                               | Ci Bay 72                                                                | Ci Bay 72                                                                |                                                                          |                                                                |                                                                |                                                                |                                                                | 1.                                                             | 2.                                                             | 3.                                                             | 4.                                                             | O                                                              | M                                                              |                                                                                      |
| ---------------------------- | ------------------------------------- | ---------------------------- | ------------------------------------------------------------------------ | ------------------------------------------------------------------------ | ------------------------------------------------------------------------ | ------------------------------------------------------------------------ | ------------------------------------------------------------------------ | ------------------------------------------------------------------------ | ------------------------------------------------------------------------ | ------------------------------------------------------------------------ | ------------------------------------------------------------------------ | ------------------------------------------------------------------------ | -------------------------------------------------------------- | -------------------------------------------------------------- | -------------------------------------------------------------- | -------------------------------------------------------------- | -------------------------------------------------------------- | -------------------------------------------------------------- | -------------------------------------------------------------- | -------------------------------------------------------------- | -------------------------------------------------------------- | -------------------------------------------------------------- | ------------------------------------------------------------------------------------ |
| 1872                         |                                       | 3                            |                                                                          | 576                                                                      | 18 189                                                                   | 18 189                                                                   |                                                                          | 8 155                                                                    | 8 155                                                                    |                                                                          |                                                                          |                                                                          | 2                                                              | Ll                                                             | Öl                                                             | O                                                              |                                                                |                                                                |                                                                | 4 (28)                                                         |                                                                | 28                                                             | die Öfen konnten herausgenommen und durch eine viersitzige Doppelbank ersetzt werden |
| 1872                         |                                       | 3                            | 577                                                                      | 18 190                                                                   | 18 190                                                                   |                                                                          | 8 156                                                                    | 8 156                                                                    |                                                                          |                                                                          |                                                                          |                                                                          | 2                                                              | Ll                                                             | Öl                                                             | O                                                              |                                                                |                                                                |                                                                | 4 (28)                                                         |                                                                | 28                                                             | die Öfen konnten herausgenommen und durch eine viersitzige Doppelbank ersetzt werden |
| 1872                         |                                       | 3                            | 592                                                                      | 18 205                                                                   | 18 205                                                                   |                                                                          | 8 171                                                                    | 8 171                                                                    |                                                                          |                                                                          |                                                                          |                                                                          | 2                                                              | Ll                                                             | Öl                                                             | O                                                              |                                                                |                                                                |                                                                | 4 (28)                                                         |                                                                | 28                                                             | die Öfen konnten herausgenommen und durch eine viersitzige Doppelbank ersetzt werden |
| 1874                         |                                       | 4                            |                                                                          | 597–600                                                                  | 18 210–18 213                                                            | 18 210–18 213                                                            |                                                                          | 8 176– 8 179                                                             | 8 176– 8 179                                                             |                                                                          |                                                                          |                                                                          | 2                                                              | Ll                                                             | Öl                                                             | O                                                              |                                                                |                                                                |                                                                | 4 (28)                                                         |                                                                | 28                                                             | die Öfen konnten herausgenommen und durch eine viersitzige Doppelbank ersetzt werden |
| 1874                         |                                       | 11                           |                                                                          | 604                                                                      | 18 217                                                                   | 18 217                                                                   |                                                                          | 8 183                                                                    | 8 183                                                                    |                                                                          |                                                                          |                                                                          | 2                                                              | Ll                                                             | Öl                                                             | O                                                              |                                                                |                                                                |                                                                | 4 (28)                                                         |                                                                | 28                                                             | die Öfen konnten herausgenommen und durch eine viersitzige Doppelbank ersetzt werden |
| 1874                         |                                       | 11                           | 607–608                                                                  | 18 220–18 221                                                            | 18 220–18 221                                                            |                                                                          | 8 186–8 187                                                              | 8 186–8 187                                                              |                                                                          |                                                                          |                                                                          |                                                                          | 2                                                              | Ll                                                             | Öl                                                             | O                                                              |                                                                |                                                                |                                                                | 4 (28)                                                         |                                                                | 28                                                             | die Öfen konnten herausgenommen und durch eine viersitzige Doppelbank ersetzt werden |
| 1874                         |                                       | 11                           | 641–642                                                                  | 18 254–18 255                                                            | 18 254–18 255                                                            |                                                                          | 8 220–8 221                                                              | 8 220–8 221                                                              |                                                                          |                                                                          |                                                                          |                                                                          | 2                                                              | Ll                                                             | Öl                                                             | O                                                              |                                                                |                                                                |                                                                | 4 (28)                                                         |                                                                | 28                                                             | die Öfen konnten herausgenommen und durch eine viersitzige Doppelbank ersetzt werden |
| 1874                         |                                       | 11                           | 647                                                                      | 18 260                                                                   | 18 260                                                                   |                                                                          | 8 226                                                                    | 8 226                                                                    |                                                                          |                                                                          |                                                                          |                                                                          | 2                                                              | Ll                                                             | Öl                                                             | O                                                              |                                                                |                                                                |                                                                | 4 (28)                                                         |                                                                | 28                                                             | die Öfen konnten herausgenommen und durch eine viersitzige Doppelbank ersetzt werden |
| 1874                         |                                       | 11                           | 649                                                                      | 18 262                                                                   | 18 262                                                                   |                                                                          | 8 228                                                                    | 8 228                                                                    |                                                                          |                                                                          |                                                                          |                                                                          | 2                                                              | Ll                                                             | Öl                                                             | O                                                              |                                                                |                                                                |                                                                | 4 (28)                                                         |                                                                | 28                                                             | die Öfen konnten herausgenommen und durch eine viersitzige Doppelbank ersetzt werden |
| Blatt-Nr. aus WV von Gattung | Blatt-Nr. aus WV von Gattung          | Blatt-Nr. aus WV von Gattung |                                                                          | 25 1875 C.                                                               | 45 1876 P.III.                                                           | 72 1891 P.III.                                                           | Plan 1893 C.                                                             | 99 1897 C.                                                               | 154 1913 C                                                               | Ci Bay 72                                                                | Ci Bay 72                                                                |                                                                          |                                                                |                                                                |                                                                |                                                                | 1.                                                             | 2.                                                             | 3.                                                             | 4.                                                             | O                                                              | M                                                              |                                                                                      |
| 1872                         | Klett & Comp. (ab 1873 MAN), Nürnberg | 19                           |                                                                          | 578–584                                                                  | 18 191–18 197                                                            | 18 191–18 197                                                            |                                                                          | 8 157–8 163                                                              | 8 157–8 163                                                              |                                                                          |                                                                          |                                                                          | 2                                                              | (Wsbr)                                                         | Öl                                                             | (O)                                                            |                                                                |                                                                |                                                                | 4 (32)                                                         |                                                                | 30                                                             | die Öfen konnten herausgenommen und durch eine viersitzige Doppelbank ersetzt werden |
| 1872                         | Klett & Comp. (ab 1873 MAN), Nürnberg | 19                           |                                                                          | 585–587                                                                  | 18 197–18 200                                                            | 18 197–18 200                                                            |                                                                          | 8 163–8 166                                                              | 8 163–8 166                                                              |                                                                          |                                                                          |                                                                          | 2                                                              | (Wsbr)                                                         | Öl                                                             | (O)                                                            |                                                                |                                                                |                                                                | 4 (32)                                                         |                                                                | 30                                                             | die Öfen konnten herausgenommen und durch eine viersitzige Doppelbank ersetzt werden |
| 1872                         | Klett & Comp. (ab 1873 MAN), Nürnberg | 19                           |                                                                          | 588–589                                                                  | 18 201–18 202                                                            | 18 201–18 202                                                            |                                                                          | 8 167–8 168                                                              | 8 167–8 168                                                              |                                                                          |                                                                          |                                                                          | 2                                                              | (Wsbr)                                                         | G                                                              | (O)                                                            |                                                                |                                                                |                                                                | 4 (32)                                                         |                                                                | 30                                                             | die Öfen konnten herausgenommen und durch eine viersitzige Doppelbank ersetzt werden |
| 1872                         | Klett & Comp. (ab 1873 MAN), Nürnberg | 19                           |                                                                          | 590                                                                      | 18 203                                                                   | 18 203                                                                   |                                                                          | 8 169                                                                    | 8 169                                                                    |                                                                          |                                                                          |                                                                          | 2                                                              | (Wsbr)                                                         | G                                                              | (O)                                                            |                                                                |                                                                |                                                                | 4 (32)                                                         |                                                                | 30                                                             | die Öfen konnten herausgenommen und durch eine viersitzige Doppelbank ersetzt werden |
| 1872                         | Klett & Comp. (ab 1873 MAN), Nürnberg | 19                           |                                                                          | 591                                                                      | 18 204                                                                   | 18 204                                                                   |                                                                          | 8 170                                                                    | 8 170                                                                    |                                                                          |                                                                          |                                                                          | 2                                                              | (Wsbr)                                                         | Öl                                                             | (O)                                                            |                                                                |                                                                |                                                                | 4 (32)                                                         |                                                                | 30                                                             | die Öfen konnten herausgenommen und durch eine viersitzige Doppelbank ersetzt werden |
| 1872                         | Klett & Comp. (ab 1873 MAN), Nürnberg | 19                           |                                                                          | 593                                                                      | 18 206                                                                   | 18 206                                                                   |                                                                          | 8 172                                                                    |                                                                          |                                                                          |                                                                          | vor 1913                                                                 | 2                                                              | (Wsbr)                                                         | Öl                                                             | (O)                                                            |                                                                |                                                                |                                                                | 4 (32)                                                         |                                                                | 30                                                             | die Öfen konnten herausgenommen und durch eine viersitzige Doppelbank ersetzt werden |
| 1872                         | Klett & Comp. (ab 1873 MAN), Nürnberg | 19                           |                                                                          | 594                                                                      | 18 207                                                                   | 18 207                                                                   |                                                                          | 8 173                                                                    | 8 173                                                                    |                                                                          |                                                                          |                                                                          | 2                                                              | (Wsbr)                                                         | Öl                                                             | (O)                                                            |                                                                |                                                                |                                                                | 4 (32)                                                         |                                                                | 30                                                             | die Öfen konnten herausgenommen und durch eine viersitzige Doppelbank ersetzt werden |
| 1872                         | Klett & Comp. (ab 1873 MAN), Nürnberg | 19                           |                                                                          | 595                                                                      | 18 208                                                                   | 18 208                                                                   |                                                                          | 8 174                                                                    | 8 174                                                                    |                                                                          |                                                                          |                                                                          | 2                                                              | (Wsbr)                                                         | Öl G                                                           | (O)                                                            |                                                                |                                                                |                                                                | 4 (32)                                                         |                                                                | 30                                                             | die Öfen konnten herausgenommen und durch eine viersitzige Doppelbank ersetzt werden |
| 1872                         | Klett & Comp. (ab 1873 MAN), Nürnberg | 19                           |                                                                          | 613                                                                      | 18 226                                                                   | 18 226                                                                   |                                                                          | 8 192                                                                    | 8 192                                                                    |                                                                          |                                                                          |                                                                          | 2                                                              | (Wsbr)                                                         | Öl G                                                           | (O)                                                            |                                                                |                                                                |                                                                | 4 (32)                                                         |                                                                | 30                                                             | die Öfen konnten herausgenommen und durch eine viersitzige Doppelbank ersetzt werden |
| 1872                         | Klett & Comp. (ab 1873 MAN), Nürnberg | 19                           |                                                                          | 638–640                                                                  | 18 251–18 253                                                            | 18 251–18 253                                                            |                                                                          | 8 217–8 219                                                              | 8 217–8 219                                                              |                                                                          |                                                                          |                                                                          | 2                                                              | (Wsbr)                                                         | Öl G                                                           | (O)                                                            |                                                                |                                                                |                                                                | 4 (32)                                                         |                                                                | 30                                                             | die Öfen konnten herausgenommen und durch eine viersitzige Doppelbank ersetzt werden |
| 1874                         |                                       | 11                           |                                                                          | 595–596                                                                  | 18 208–18 209                                                            | 18 208–18 209                                                            |                                                                          | 8 174–8 175                                                              | 8 174–8 175                                                              |                                                                          |                                                                          |                                                                          | 2                                                              | Ll                                                             | Öl (G)                                                         | (O)                                                            |                                                                |                                                                |                                                                | 4 (28)                                                         |                                                                | 28                                                             | die Öfen konnten herausgenommen und durch eine viersitzige Doppelbank ersetzt werden |
| 1874                         |                                       | 11                           | 605–606                                                                  | 18 218–18 219                                                            | 18 218–18 219                                                            |                                                                          | 8 184–8 185                                                              | 8 184–8 185                                                              |                                                                          |                                                                          |                                                                          |                                                                          | 2                                                              | Ll                                                             | Öl (G)                                                         | (O)                                                            |                                                                |                                                                |                                                                | 4 (28)                                                         |                                                                | 28                                                             | die Öfen konnten herausgenommen und durch eine viersitzige Doppelbank ersetzt werden |
| 1874                         |                                       | 11                           | 601–603                                                                  | 18 214–18 216                                                            | 18 214–18 216                                                            |                                                                          | 8 180–8 182                                                              | 8 180–8 182                                                              |                                                                          |                                                                          |                                                                          |                                                                          | 2                                                              | Ll                                                             | Öl (G)                                                         | (O)                                                            |                                                                |                                                                |                                                                | 4 (28)                                                         |                                                                | 28                                                             | die Öfen konnten herausgenommen und durch eine viersitzige Doppelbank ersetzt werden |
| 1874                         |                                       | 11                           | 609–612                                                                  | 18 222–18 225                                                            | 18 222–18 225                                                            |                                                                          | 8 188–8 191                                                              | 8 188–8 191                                                              |                                                                          |                                                                          |                                                                          |                                                                          | 2                                                              | Ll                                                             | Öl (G)                                                         | (O)                                                            |                                                                |                                                                |                                                                | 4 (28)                                                         |                                                                | 28                                                             | die Öfen konnten herausgenommen und durch eine viersitzige Doppelbank ersetzt werden |
| 1874                         | 6                                     |                              | 632–637                                                                  | 18 245–18 250                                                            | 18 245–18 250                                                            |                                                                          | 8 211–8 216                                                              | 8 211–8 216                                                              |                                                                          |                                                                          |                                                                          | (Wsbr)                                                                   | 2                                                              |                                                                | Öl (G)                                                         | (O)                                                            |                                                                |                                                                |                                                                | 4 (28)                                                         |                                                                | 28                                                             | die Öfen konnten herausgenommen und durch eine viersitzige Doppelbank ersetzt werden |
| 1874                         | 4                                     |                              | 643–646                                                                  | 18 256–18 259                                                            | 18 256–18 259                                                            |                                                                          | 8 222–8 225                                                              | 8 222–8 225                                                              |                                                                          |                                                                          |                                                                          | (Wsbr)                                                                   | 2                                                              |                                                                | Öl (G)                                                         | (O)                                                            |                                                                |                                                                |                                                                | 4 (28)                                                         |                                                                | 28                                                             | die Öfen konnten herausgenommen und durch eine viersitzige Doppelbank ersetzt werden |
| 1874                         | 2                                     |                              | 648                                                                      | 18 261                                                                   | 18 261                                                                   |                                                                          | 8 227                                                                    | 8 227                                                                    |                                                                          |                                                                          |                                                                          | (Wsbr)                                                                   | 2                                                              |                                                                | Öl (G)                                                         | (O)                                                            |                                                                |                                                                |                                                                | 4 (28)                                                         |                                                                | 28                                                             | die Öfen konnten herausgenommen und durch eine viersitzige Doppelbank ersetzt werden |
| 1874                         | 2                                     |                              | 650                                                                      | 18 263                                                                   | 18 263                                                                   |                                                                          | 8 229                                                                    | 8 229                                                                    |                                                                          |                                                                          |                                                                          | (Wsbr)                                                                   | 2                                                              |                                                                | Öl (G)                                                         | (O)                                                            |                                                                |                                                                |                                                                | 4 (28)                                                         |                                                                | 28                                                             | die Öfen konnten herausgenommen und durch eine viersitzige Doppelbank ersetzt werden |
| Blatt-Nr. aus WV von Gattung | Blatt-Nr. aus WV von Gattung          | Blatt-Nr. aus WV von Gattung |                                                                          | 25 1875 C.                                                               | 45 1876 P.III.                                                           | 72 1891 P.III.                                                           | Plan 1893 C.                                                             | 101 1897 C.                                                              | 154 1913 C                                                               | Ci Bay 72                                                                | Ci Bay 72                                                                |                                                                          |                                                                |                                                                |                                                                |                                                                | 1.                                                             | 2.                                                             | 3.                                                             | 4.                                                             | O                                                              | M                                                              |                                                                                      |
| 1872                         |                                       | 6                            |                                                                          | 614–619                                                                  | 18 227–18 232                                                            | 18 227–18 232                                                            |                                                                          | 8 193–8 198                                                              | 8 193–8 198                                                              |                                                                          |                                                                          |                                                                          | 2                                                              | PL (Wsbr)                                                      | Öl (G)                                                         | (O)                                                            |                                                                |                                                                |                                                                | 4 (32)                                                         |                                                                | 30                                                             | die Öfen konnten herausgenommen und durch eine viersitzige Doppelbank ersetzt werden |
| 1874                         |                                       | 12                           |                                                                          | 620–631                                                                  | 18 233–18 244                                                            | 18 233–18 244                                                            |                                                                          | 8 199–8 210                                                              |                                                                          |                                                                          |                                                                          | [ Anm. 1 ]                                                               | 2                                                              | PL (Wsbr)                                                      | Öl (G)                                                         | (O)                                                            |                                                                |                                                                |                                                                | 4 (32)                                                         |                                                                | 30                                                             | die Öfen konnten herausgenommen und durch eine viersitzige Doppelbank ersetzt werden |